# 프롱트낵 요새
프롱트낵 요새(Fort Frontenac)는 1673년에 건설된 옛 프랑스의 교역소이자, 요새이다. 오늘 날의 온타리오 킹스턴 지역에 위치하고 있으며, 온타리오 호수와 세인트로렌스강이 온타리오 호로 유입되는 어귀에 위치한 카타라키 강 합류 지점에 있다. 원래는 목조로 된 울타리가 있었지만, 이후 석조로 다시 건축되었다. 이 요새의 건설을 맡은 프롱트낵 백작, 루이 드 보드의 이름을 따서 명명된 것이다.

## 역사

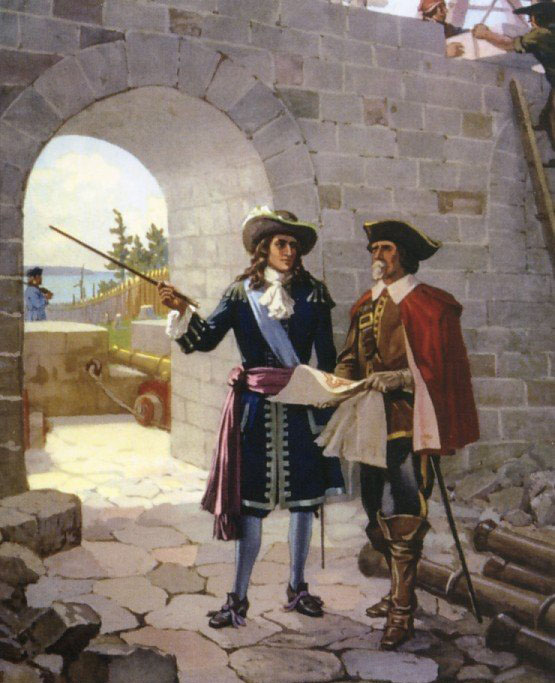
프롱트낵 요새 건설을 검시하는 라 사르, 1676. 존 데이비드 켈리 작

트롱트낵 요새의 목적은 큰 수익을 가져다 준 모피 무역을 서쪽의 오대호에서 북쪽의 캐나다 순상지로 확대하기 위한 것이었다. 또한 오대호를 통해 미시시피강 상류 지역을 지배하에 두기 위한 프랑스의 초소들 중 하나였다. 이 요새는 모피 교역을 경쟁하고 있는 영국인들에 대한 방파제의 의미도 있었다. 교역소를 설치함으로써 프랑스는 이로쿼이 족들과 교역을 권장하였고, 그들은 영국과 동맹을 맺은 전통적인 위협 요소였다. 또 다른 이 초소의 역할은 오대호 지역과 남쪽의 오하이오 계곡에 설치된 초소의 보급기지와 증원기지로써 역할이었다.
이 요새 근처에 작은 바람의 영향을 받지 않는 만이 있었다. 프랑스계 주민들은 거기에 호수를 항해하는 대형 선박의 항구로 사용했다. 카누 밖에 이동 수단이 없었던 오지에 오타와 강 모피 교역 루트와는 달리 오대호의 하류 지역은 대형 선박이 쉽게 항해할 수 있었다. 모피와 지원 물자 등의 수송 제품은 오대호 하류를 통과한 경비가 통제했다. 따라서 트롱트낵 요새가 항구를 지키는 역할도 했다.
탐험가이자 요새의 초대 운영자이며, 사령관이기도 한 라 사르는 요새를 더 증축하고 이주민을 늘리기 위해 가축까지 기록했다. 또한 1675년에 목조였던 요새를 단단한 돌로 바꾸었다. 17세기에 쓰여진 요새에 대한 문장에 이런 것이 있다.
요새의 4분의 3은 벽돌 또는 단단한 바위로 되어 있으며, 벽은 91.5cm 두께로, 높이는 3.6m이다. 또한 미완성된 곳은 1.2m 남짓의 높이 밖에 없는 곳도 있다. 나머지는 곤란하다. 안에 들어오면 사각형의 나무로 된 집이 350m에 걸쳐 이어져 있고, 대장간, 위병의 대기소 장교의 사택, 우물, 외양간이 있다. 해자는 5.3m 폭이다. 제대로 개간하여 씨를 뿌려놓은 넓은 농지가 있고, 거기에서 100 걸음도 가면 차입한 작물을 저장해 두는 창고가 있다. 요새 꽤 가까이 프랑스계 주민의 집이 몇 채, 이로쿼이 족의 마을, 그리고 프란체스코 성당도 있다.

라 사르는 프롱트낵 요새를 북미 내륙을 탐사하는 보급 기지로 사용했다.

### 이로쿼이 포위전과 재건

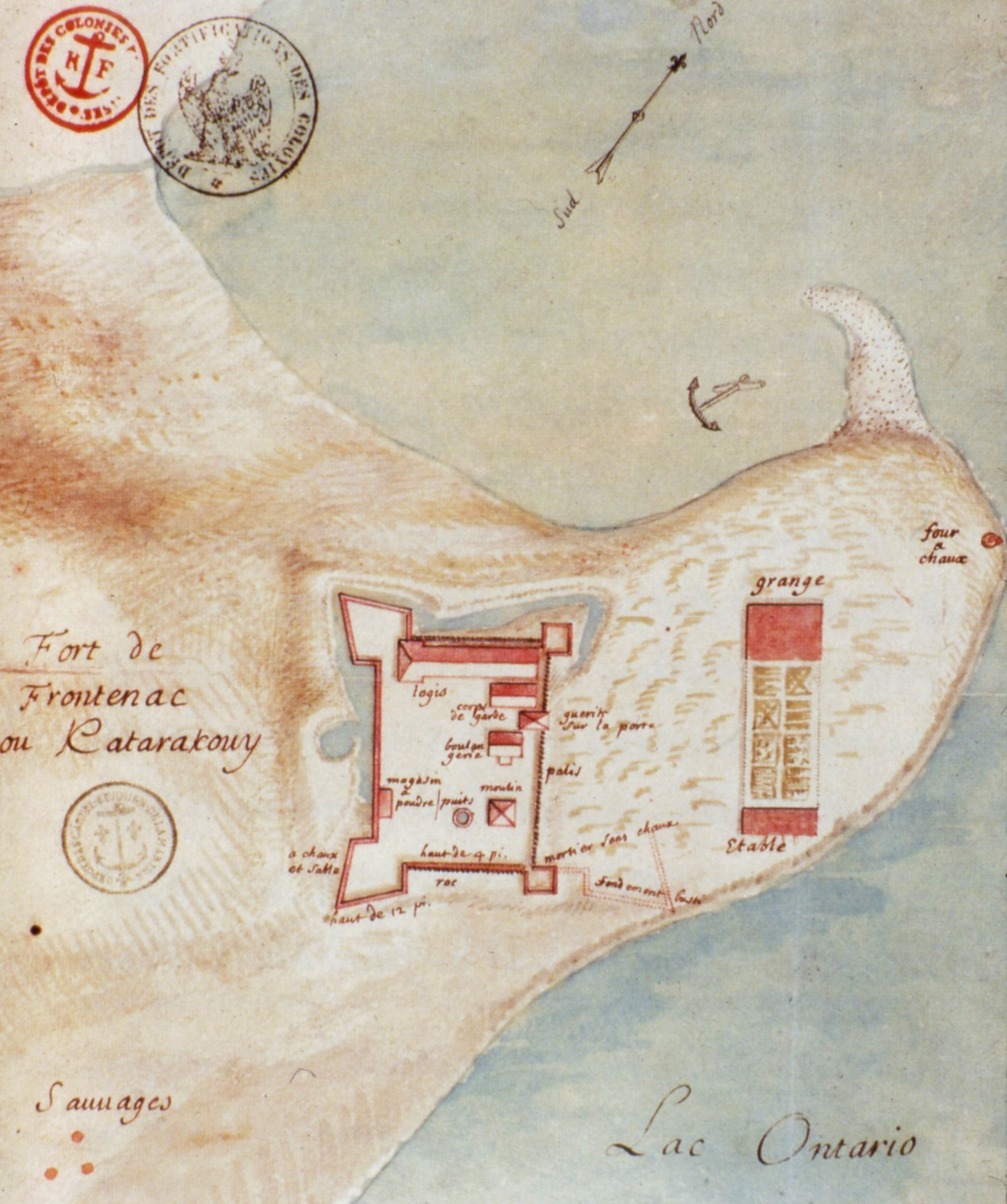
1685년 프롱트낙 요새와 주변도

그 후, 1680년대 모피 무역을 둘러싸고 이로쿼이 전쟁이 발발했다. 이로쿼이 족은 영국과 동맹을 맺었고, 프랑스와는 적대적이지 않았고, 그다지 우호적이었던 것도 아니었다. 1667년에 평화조약이 체결되었지만, 1680년에 다시 전쟁이 발발했다. 이것은 프롱트낵 요새에도 영향을 미쳤다. 프랑스군은 이로쿼이의 위협을 해결하기 위해 원정을 시작했다. 1684년, 조제프 앙트와네 드 라 바르는 프롱트냑 요새로 실패한 원정을 떠나 온타리오 호 남쪽의 세네카 족 영역으로 들어왔다. 1687년, 라 바르의 후계자인 드 드농비유 백작은 육군을 모아 세네카 족 영토로 원정을 떠났다. 그의 행동에 대한 의심을 누그러뜨리기 위해, 드농비유는 프롱트낙 요새에서 평화회담을 하기 위해 여정을 떠난 것 뿐이라는 말을 흘렸다. 드뇽비유와 그의 병력이 세인트 로렌스 강을 거슬러 요새로 접근하고 있을 때, 아이와 여자 그리고 다른 유명한 추장들을 포함하여 프랑스에 우호적인 여러 이로키족들이 감독관인 드 샹피니에 의해 사로잡혀서 프롱트낙 요새에 감금되었다. 표면적으로는 드농비유의 부대 위치 누설을 방지하기 위한 고육책이라는 명분이었다. 그들 중 일부는 프랑스인들이 포로로 잡힐 것을 대비해 인질로 잡혀 몬트리올로 보내졌고, 일부는 프랑스로 보내져 노젓는 노예로 삼았다. 드농비유의 부대와 연맹을 맺은 원주민들은 세네카 족을 기습하러 떠났다.
이 분쟁에 대한 보복으로 이로쿼이 족은 많은 프랑스 식민지를 공격하고, 온타리오 호수를 봉쇄했다. 중에는 프롱트낙 요새도 포함되어 있었다. 프롱트낙 요새와 카타라키의 식민지는 1688년에 2개월 동안 포위되었다. 요새는 파괴되지 않았지만, 식민지는 황폐해졌고, 포위전 중에 많은 프랑스 병사들이 괴혈병으로 죽었다. 그 후, 1695년에, 프롱트낵 총독이 재건하면서 지금의 이름이 붙여졌다.
1740년대에는 영국과 프랑스 사이에 긴장이 고조되었기 때문에 프랑스는 요새의 방어 능력을 개선하여 새 포대를 구축하고, 새로운 병영을 짓고, 주둔 부대의 규모를 확대했다. 이러한 개선책에도 불구하고 요새의 전략 거점으로서의 중요성은 점차 감소해 갔고, 나이아가라 요새, 디트로이트 요새, 미칠리맥키노 요새가 중요성을 더해 갔다.

## 프롱트낵 요새 전투
7년 전쟁 동안 영국과 프랑스가 북미 대륙의 패권을 놓고 겨루고 있었다. 영국은 트롱트낵 요새가 전략적 위협이라고 생각했다. 왜냐하면 그 요새의 위치가 다른 프랑스 요새나 초소에 세인트 로렌스 강에서 오대호로 가는 해상 운송로를 따라 수송과 통신을 하기 좋은 전략적 위치였던 것이다. 예전만큼은 요새의 중요도가 높은 것은 아니었지만, 여전히 그곳에서 서부 기지들에 보급을 할 수 있는 기지였던 것이다. 영국은 이 요새를 무력화시키면 다른 요새로 가는 보급 물자가 차단되고, 외부 요새는 오래 버티지 못할 것이라고 생각했다. 또한 상류의 원주민 부족과의 거래도 중단시킬 수 있을 것이라고 생각했다.

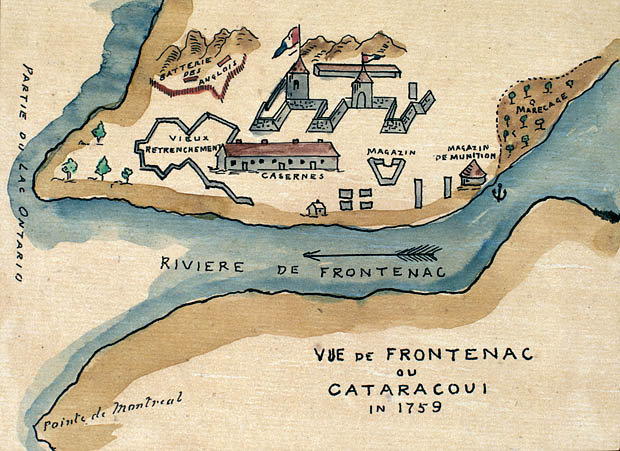
1759년 프롱트낵 요새의 정경

그러나 영국이 요새를 공격하려고 생각한 것은 오직 프랑스 측의 교역로를 통제하겠다는 의도만은 아니었다. 영국이 프롱트낵 요새에서 호수를 넘어가는 곳에, 1722년에 세워진 오스위고 요새에서 역시 원주민과의 거래가 이루어지고 있었던 것이다. (나중에 이곳은 군사 거점으로서 그 질을 높이게 된다.) 실제로 프랑스 몽칼름 장군은 1756년 8월의 오스위고 요새 전투 시에 이 요새를 전략적 거점으로 사용하고 있었다. 1758년 7월, 타이컨더로가 요새에서 패배한 영국군은 사기를 회복하기 위해, 그해 8월에 존 브래드스트리트 중장의 지휘 하에 5,000여 명의 병력을 보내 프롱트낵 요새에 공격을 가했다. 방어가 소홀했던 프롱트낵 요새는 가볍게 점령되고 말았다. 브래드스트리트는 요새의 물자와 프랑스 해군의 배를 획득하고, 요새를 파괴하라고 명령하고, 빠르게 그 자리를 떠났다.
영국 측으로서는 오스위고 요새의 안전이 확보되었고, 군의 평판도 회복한 것이었다. 한편 프랑스는 요새를 잃은 것은 단순히 일시적인 것이라고 생각했다. 프롱트낵 요새의 함락으로 프랑스 통신과 수송을 완전히 단절되지 않았다. 서부 방면으로는 그 밖에도 다른 루트(예를 들어 오타와 강 - 휴런 호 루트)가 있었기 때문이다. 그러나 장기 관점에서 보면 이 항복은 원주민 사이에서 프랑스의 위엄을 떨어뜨렸고, 것 그것이 북미에서 누벨프랑스의 패배로 이어진 최대 요인이 되었다. 이후 이 요새가 더 이상 프랑스에게는 중요하지 않다는 것을 인지하고, 25년간 재건도 되지 않고 그대로 내버려 둔 것이다.
프랑스 제국은 1750년대 말에 기울어져 가고 있었고, 1763년에 프랑스는 북미로부터 철수했다. 프롱트낵 요새의 카타리와 유적들은 영국인들에게 양도되었다.

## 재건 그리고 현대
미국 독립 전쟁 후 미국으로 도피한 영국 왕당파 로열리스트들이 유입되어 프롱트낵 요새 근처 또는 카타라키 강 유역에 정착하게 되었다. 요새에 집중된 이 지역 사회의 중심지는 결국 킹스턴 시가 되었다. 퀘벡 지방의 총독이ᄋᅠᆻ던 프레드릭 할디만드 장군운 오스위고의 사령관인 존 로스 소장에게 군 병력을 주둔시키기 위해 요새를 재건하라는 명령을 한다. 이 재건은 422명의 병사와 25명의 장교에 의해 시행된다. 1783년 10월경, 석회 가마, 병원, 막사, 장교 관사, 창고 그리고 빵집이 완공되었다. 1787년 요새 수리된 부분은 테이트 드 퐁(다리 끝) 막사로 알려지게 되었다. 1812년 전쟁 시에는 프롱트낵 요새는 킹스턴의 군사 중심지가 되어 많은 부대를 수용했다. 현재의 병영의 대부분은 1821년부터 1824년에 걸쳐 건설된 것이다.

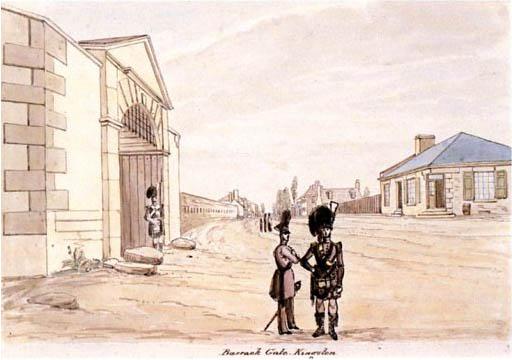
테트 드 폰트 배럭의 광경, c. 1830

대영 제국군이 1870년에서 1871년에 걸쳐 캐나다에서 철수하면서 민병대가 두 포병대를 창설하고, 주둔과 포병 학교로 제공되었다. A 포병학교는 테이트 드 폰트 막사에 건립되었고, 나머지는 B 포병학교는 킹스턴에 자리를 잡게 되었다. 이 포병들은 캐나다 포병 연대로 알려지게 되었다. 이후 이 연대는 캐나다 기병 포대(RCHA)로 진화되었고, 본부는 테이트 드 폰트 막사에 1905년부터 1939년까지 있었다. 제2차 세계대전에서 RCHA가 작전 수행을 위해 떠난 이후, 직원들의 창고로 사용되었다. 1939년, 요새가 있었던 자리는 프롱트낵 요새로 다시 한번 알려지게 되었다. 캐나다 육군 대학이 1948년에 로열 밀리터리 컬리지로부터 이 요새로 이전된 이후 캐나다 육군 교육이 프롱트낵 요새에서 시작되었다. 그 대학은 현재 캐나다 육군 사령부 대학(Canadian Land Force Command and Staff college)으로 육군 장교를 육성하는 장이 되고 있다.
1923년 이 요새는 캐나다 국립 유적지로 선정되었다.

## 고고학 조사
1982년, 고고학 조사가 프롱트낵 요새에서 시작되었다. 1984년 봄, 킹스턴 시는 북서부의 세인트 마이클 요새와 커튼 요새의 발굴 및 재구성을 가능하게 하기 위해 온타리오 거리와 프레이스 다르메 거리 교차로의 위치를 바꿨다. 이 조사에서 요새와 그 주변의 개발과 사용 방법에 대한 중요한 세부 정보를 얻을 수 있었으며, 유적과 역사 지도와 계획을 포함한 정보를 얻는데 도움을 주었다.

## 같이 보기
- 비버 전쟁

## 참고 문헌
- Adams, Nick.Iroquois Settlement at Fort Frontenac in the Seventeenth and Early Eighteenth Centuries 보관됨 2017-09-13 - 웨이백 머신. Ontario Archaeology, No. 46: 4-20. 1986. 확인 2013-02-19
- Anderson, Fred. Crucible of War - the Seven Years'War and the Fate of the Empire in British North America, 1754-1766. 뉴욕: Alfred A. Knopf Ltd., 2000. ISBN 0-375-40642-5.
- Armstrong, Alvin. Buckskin to Broadloom - Kingston Grows Up. Kingston Whig-Standard, 1973. No ISBN.
- Bazely, Susan M. Fort Frontenac: Bastion of the British. Kingston: Cataraqui Archaeological Research Foundation, 2007. 확인 2010-04-09
- Chartrand, René. Fort Frontenac 1758: Saving face after Ticonderoga. Osprey Publishing Military Books. 2001. (archived) 확인 2010-04-09
- Finnigan, Joan. Kingston: Celebrate This City. Toronto: McClelland and Stewart Ltd., 1976. ISBN 0-7710-3160-2.
- Harris, R. Cole, Ed.Historical Atlas of Canada, From the Beginning to 1800. 토론토 대학교 출판부 1987. ISBN 0-8020-2495-5
- Mika, Nick and Helma et al. Kingston, Historic City. Belleville: Mika Publishing Co., 1987. ISBN 0-921341-06-7.
- Osborne, Brian S. and Donald Swainson. Kingston, Building on the Past for the Future. Quarry Heritage Books, 2011. ISBN 1-55082-351-5
- Parkman, Francis. Count Frontenac and New France Under Louis XIV, 4th Edition. Boston, 1877. 확인: 2010-04-09
- Godfrey, W. G. (1979). 〈Bradstreet, John〉.   Halpenny, Francess G. 《캐나다 인명사전》. IV (1771–1800) 온라인판. 토론토 대학교 출판부.
- A History of Fort Frontenac 보관됨 2014-08-06 - 웨이백 머신 확인 2014-09-21
- Lamontagne, Leopold. Royal Fort Frontenac. Toronto: Champlain Society Publications, 1958.